# تلمبه سلطانی ۲
تلمبه سلطانی ۲ یک منطقهٔ مسکونی در ایران است که در دهستان زیدآباد واقع شده‌است.